# The Real Hustle
The Real Hustle is een televisieprogramma dat sinds 9 februari 2006 wordt uitgezonden door de BBC. Het wordt gepresenteerd door illusionisten Alexis Conran en Paul Wilson en fotomodel Jessica-Jane Clement. Zij laten aan de hand van zelf uitgevoerde praktijkvoorbeelden zien hoe verschillende vormen van oplichting in zijn werk gaan en hoe een mens zich hiertegen kan wapenen.
In Nederland is The Real Hustle te zien op BBC 3 (op digitale televisie) en sinds april 2008 zendt Veronica het programma uit onder de naam Oplichters ontmaskerd. 
Elke aflevering van The Real Hustle duurt ongeveer een half uur. Anno september 2008 zijn er op de BBC vijf seizoenen en twee speciale uitzendingen van het programma uitgezonden, goed voor in totaal 48 afleveringen.
Op 20 april 2010 kwam VT4 met het Vlaamse programma De Oplichters, dat gebaseerd is op The Real Hustle.